# Morte de Alexis Martínez
Alexis Martínez (27 de fevereiro de 1980	— 24 de dezembro de 2009) foi um adestrador de golfinhos no Loro Parque em Tenerife, nas Ilhas Canárias, Espanha. Ele morreu em 24 de dezembro de 2009 após ser atacado por um dos golfinhos que treinava, uma orca chamada Keto.

## Incidente
Em 19 de dezembro de 2009, durante um treino de rotina no tanque das orcas do Loro Parque, Alexis Martínez foi agarrado e arrastado ao fundo pela orca Keto.:Tr. 408 O incidente ocorreu enquanto a equipe se preparava para um show chamado Orca Ocean, que seria inaugurado em breve.

## Investigação
O incidente foi investigado pelas autoridades espanholas, que classificaram a morte como acidental. O relatório oficial indicou que Martínez havia subestimado os riscos de trabalhar com orcas em cativeiro.

## Repercussões
A morte de Martínez levantou debates sobre a segurança e a ética de manter orcas em cativeiro, especialmente após outros incidentes semelhantes, como o da treinadora Dawn Brancheau, morta pela orca Tilikum em 2010 no SeaWorld Orlando.
O Loro Parque continuou seus shows com orcas, mas implementou protocolos de segurança mais rígidos. Keto permaneceu no parque e participou de apresentações até sua morte em 2015.  

## Legado
O caso de Alexis Martínez é frequentemente citado em discussões sobre os perigos do treinamento de orcas e as condições de vida desses animais em cativeiro. Documentários como Blackfish (2013) mencionam seu incidente como um exemplo dos riscos envolvidos nessa prática.